# Tetramorium scytalum
Tetramorium scytalum är en myrart som beskrevs av Bolton 1979. Tetramorium scytalum ingår i släktet Tetramorium och familjen myror. Inga underarter finns listade i Catalogue of Life.

## Bildgalleri

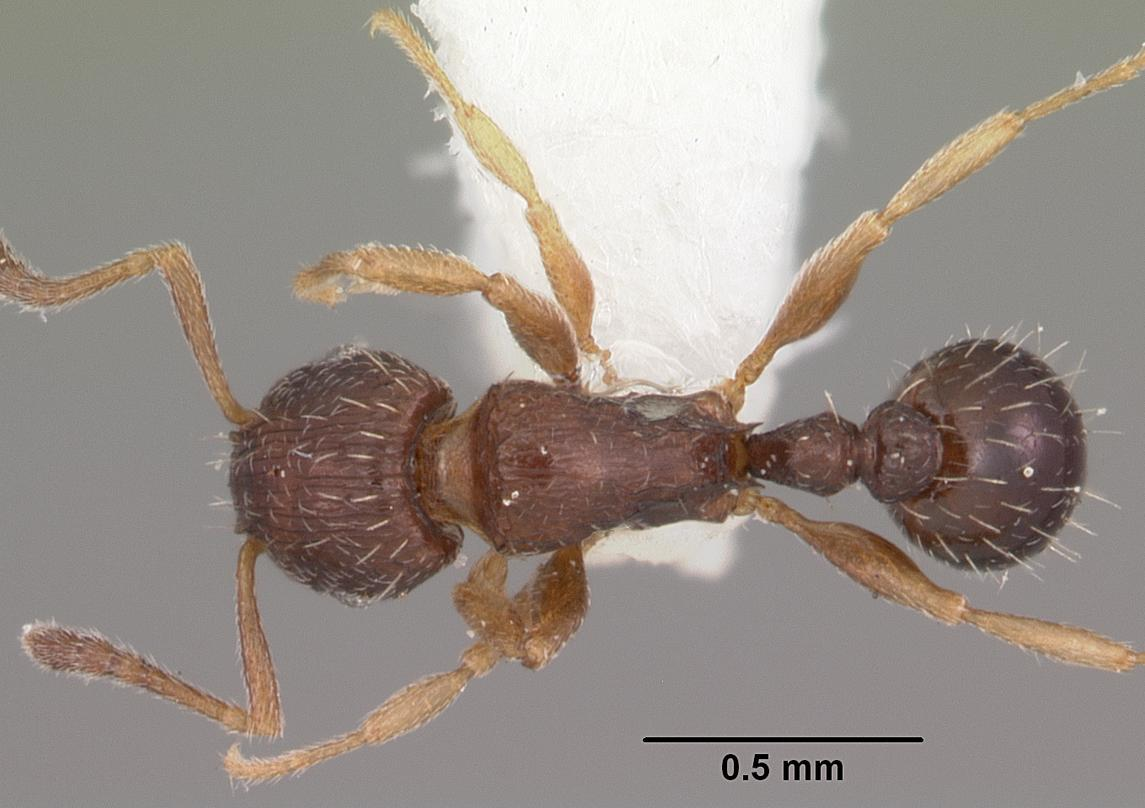
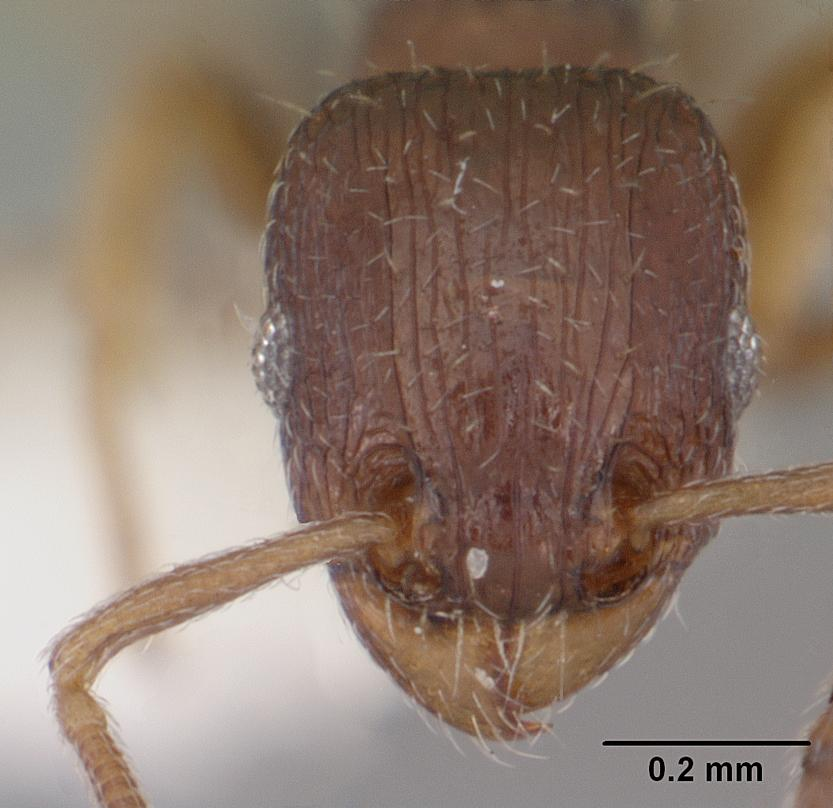
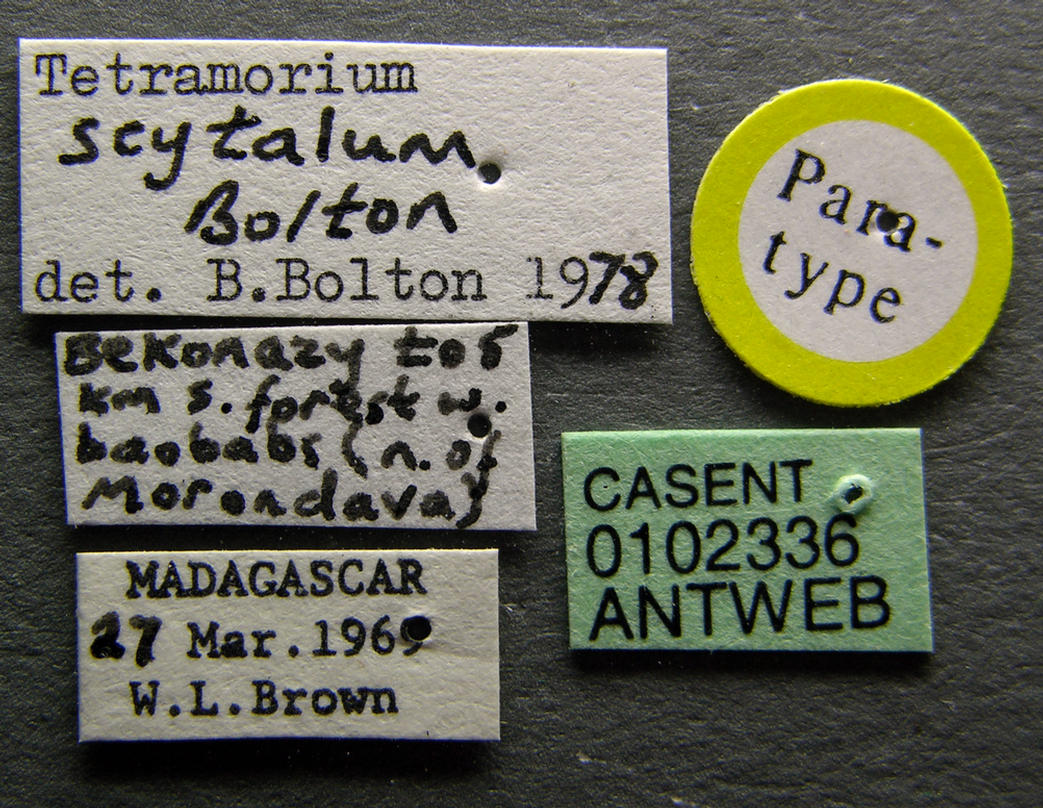
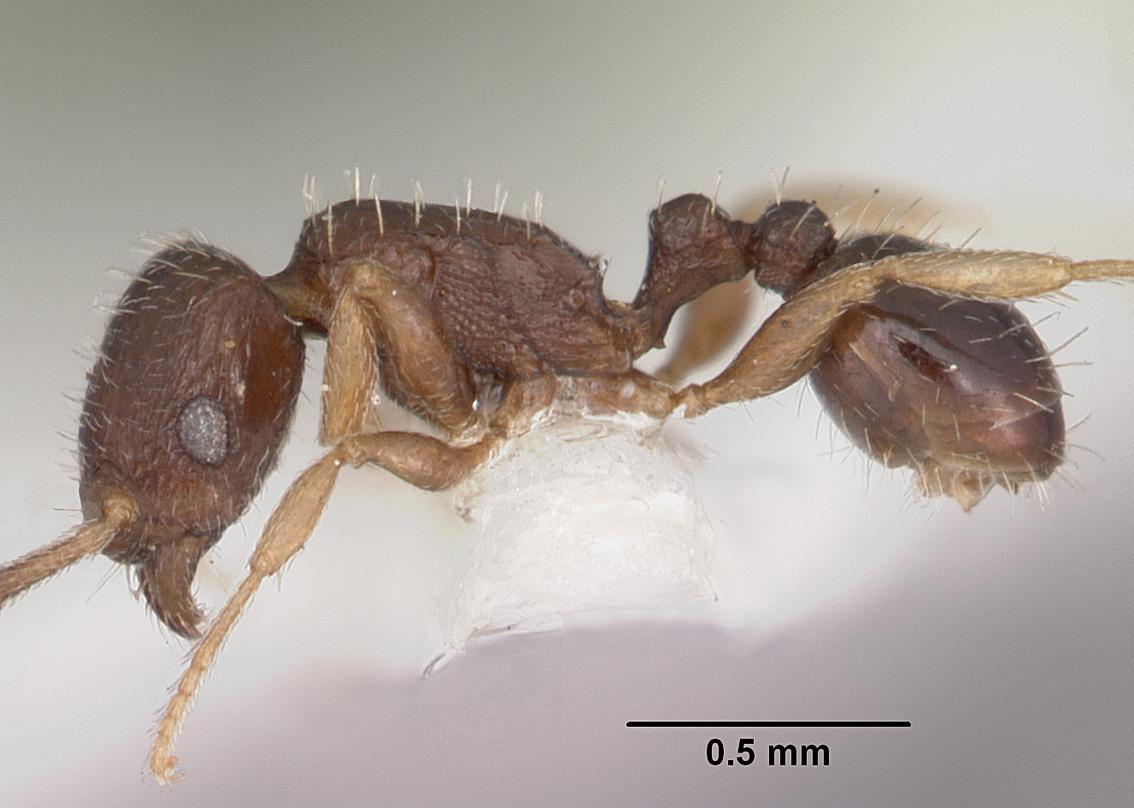
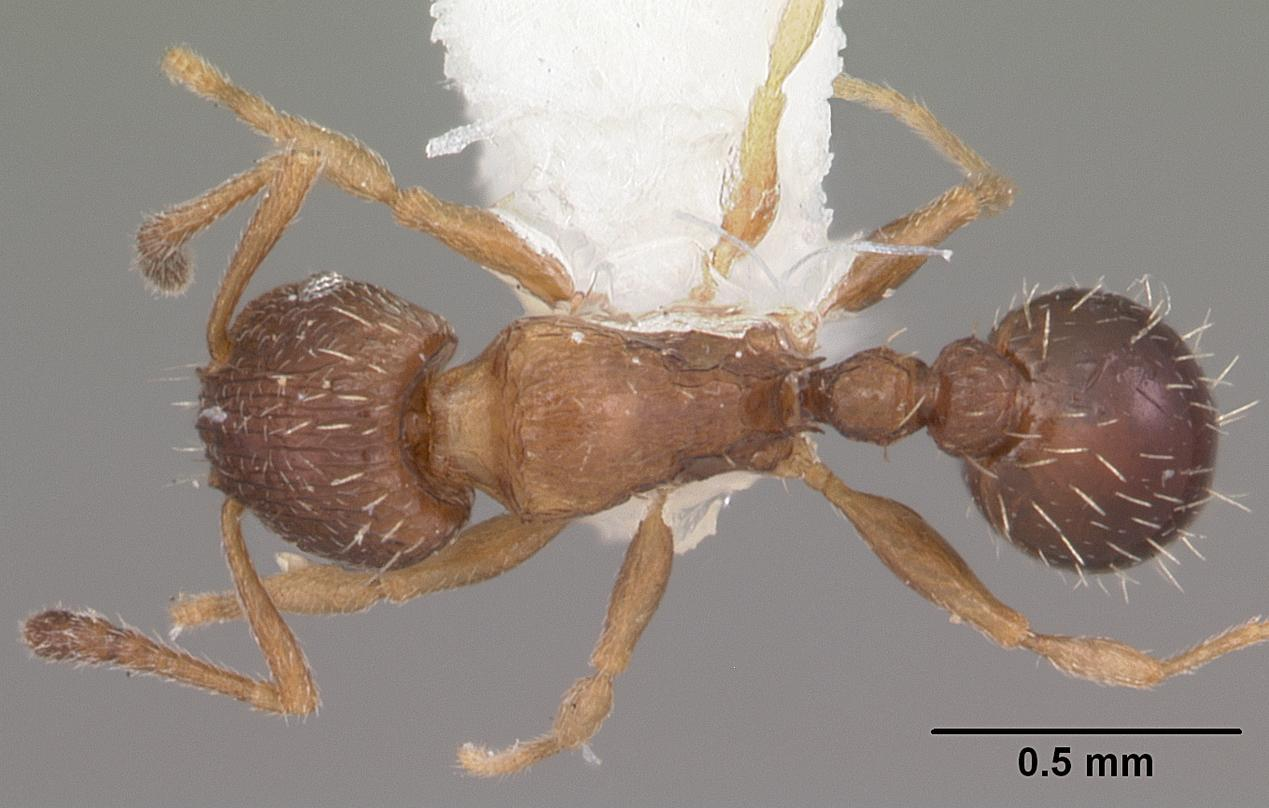
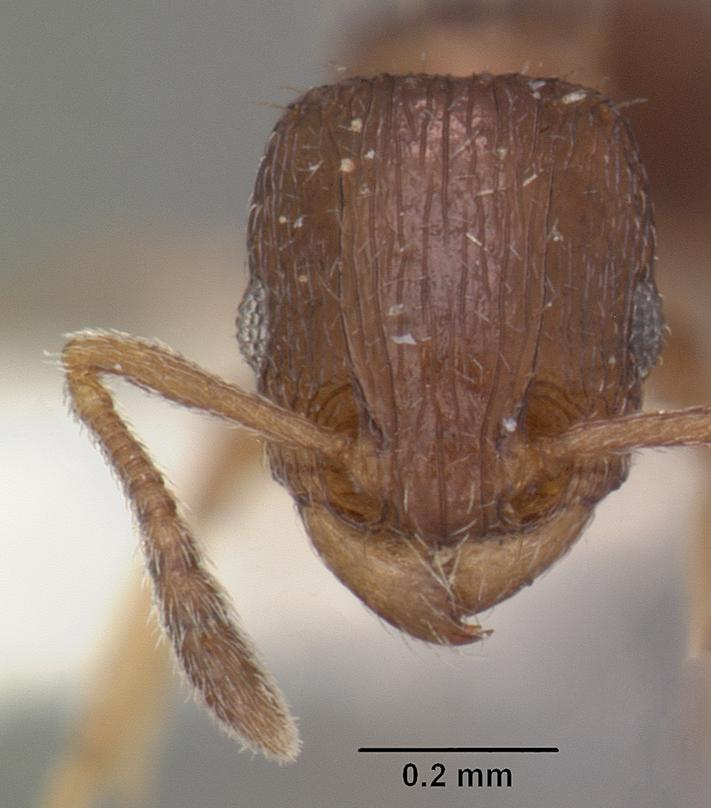